# Vladislav Đukić
Vladislav Đukić, cirill betűkkel Владислав Ђукић (Vrnjačka Banja, 1962. szeptember 7. –) jugoszláv válogatott szerb labdarúgó, csatár, olimpikon, edző.

## Pályafutása

### Klubcsapatban
1980–81-ben a Sloga Kraljevo, 1981 és 1986 között a Napredak Kruševac, 1986–87-ben a Pristina, 1987 és 1989 között a Partizan labdarúgója volt. 1989–90-ben az olasz Cesena csapatában szerepelt, majd visszatért a Partizanhoz, ahol 1992-ig játszott. 1992–93-ban a Napredak Kruševac együttesében fejezte be az aktív labdarúgást. A Partizannal két jugoszlávkupa-győzelmet ért el (1989, 1992).

### A válogatottban
1988-ban két alkalommal szerepelt a jugoszláv A-válogatottban és egy gólt szerzett. 1988. június 4-én Brémában, a nyugatnémet válogatott ellen egy barátságos mérkőzésen mutatkozott be az A-válogatottban. A találkozó 1–1-es döntetlennel ért véget. Második és egyben utolsó hivatalos szereplésére alig három hónappal később, augusztus 24-én került sor Luzernben a Svájc elleni barátságos mérkőzésen, ahol a 86. percben Đukić megszerezte egyetlen válogatottbeli gólját, amellyel 2–0 lett a végeredmény a jugoszláv csapat javára.
Az 1988-as szöuli olimpián kilencedik lett a csapattal és egy mérkőzésen szerepelt a tornán. Az Ausztrália ellen 1–0-ra elvesztett legelső csoportmérkőzésen volt a kezdőcsapat tagja.

### Edzőként
1997 és 2000 között a Napredak Gračac, 2001-ben a Napredak Kruševac, 2002-ben a Goč Vrnjačka Banja szakmai munkáját irányította. 2002–03-ban ismét a Napredak Kruševac, 2004–05-ben az Omladinac Novo Selo, 2006–07-ben újra a Goč Vrnjačka Banja vezetőedzője volt. 2008–09-ben a Radnički Niš vezetőedzőjeként dolgozott.

## Sikerei, díjai
Partizan
- Jugoszláv kupa
  - győztes: 1989, 1992

## Statisztika

### Klubpályafutás
| Csapat            | Ország      | Bajnokság  | Idény    | Mérk. | Gól |
| ----------------- | ----------- | ---------- | -------- | ----- | --- |
| Napredak Kruševac | Jugoszlávia | Druga liga | 1983–84  | 16    | 6   |
| Napredak Kruševac | Jugoszlávia | Druga liga | 1984–85  | 28    | 11  |
| Napredak Kruševac | Jugoszlávia | Druga liga | 1985–86  | 31    | 13  |
| Napredak Kruševac | Jugoszlávia | Druga liga | 1986–87  | 17    | 5   |
| Pristina          | Jugoszlávia | Prva liga  | 1986–87  | 16    | 5   |
| Pristina          | Jugoszlávia | Prva liga  | 1987–88  | 14    | 6   |
| Partizan          | Jugoszlávia | Prva liga  | 1987–88  | 13    | 6   |
| Partizan          | Jugoszlávia | Prva liga  | 1988–89  | 22    | 8   |
| Cesena            | Olaszország | Serie A    | 1989–90  | 26    | 2   |
| Partizan          | Jugoszlávia | Prva liga  | 1990–91  | 18    | 4   |
| Partizan          | Jugoszlávia | Prva liga  | 1991–92  | 2     | 0   |
| Napredak Kruševac | Jugoszlávia | Prva liga  | 1992–93  | 11    | 1   |
| Összesen          | Összesen    | Összesen   | Összesen | 214   | 67  |

### Mérkőzései a jugoszláv válogatottban
| Jugoszlávia | Jugoszlávia          | Jugoszlávia                        | Jugoszlávia | Jugoszlávia | Jugoszlávia | Jugoszlávia        | Jugoszlávia | Jugoszlávia |
| #           | Dátum                | Helyszín                           | Hazai       | Eredmény    | Vendég      | Kiírás             | Gólok       | Esemény     |
| ----------- | -------------------- | ---------------------------------- | ----------- | ----------- | ----------- | ------------------ | ----------- | ----------- |
| 1.          | 1988. június 4.      | Bréma, Weserstadion                | NSZK        | 1 – 1       | Jugoszlávia | barátságos         | -           | 88'         |
| 2.          | 1988. augusztus 24.  | Luzern, Allmend-stadion            | Svájc       | 0 – 2       | Jugoszlávia | barátságos         | 1           | 82' 86'     |
|             | 1988. szeptember 18. | Kvangdzsu, Kvangdzsu Stadion (KOR) | Ausztrália  | 1 – 0       | Jugoszlávia | olimpiai D csoport | -           |             |
|             | Összesen             |                                    |             | 2           | mérkőzés    |                    | 1           | gól         |